# 김학수 (1939년)
김학수(金鶴洙, 1939년 3월 29일~2021년 12월 17일)는 대한민국의 바둑 기사이다.
대전 출신으로 1960년에 입단했다. 1967년 국수전 본선에 진출했고, 1968년 제6기 청소년배 준우승을 차지하고 국수전 본선에 올랐다. 1969년 국수전 본선, 1972년 제7기 왕위전 본선, 1976년 제8기 명인전 본선에 각각 진출했다. 1995년 5단으로 승단했다. 한국기원 이사를 지내기도 했다. 2014년 11월에 프로 바둑 기사에서 은퇴했다.